# Velódromo Kawasaki
El Velódromo Kawasaki (en japonés: 川崎競輪場) es un recinto deportivo ubicado en Kawasaki, Kanagawa, en el país asiático de Japón. Maneja las carreras Keirin - una de las cuatro en Japón autorizadas como "Deportes Públicos" (公 営 竞技) donde se permite los juegos de azar. Su número de identificación Keirin para las apuestas es el 34 #. 
El Óvalo de Kawasaki tiene unos 400 metros de circunferencia. Una carrera de keirin típica de 2.025 metros consta de cinco vueltas alrededor del espacio.